# 春阳站 (中国)
春阳站（中国朝鲜语：／ Chun-yang-yeog）位于中华人民共和国吉林省延边朝鲜族自治州汪清县春阳镇，是图佳铁路上的火车站，建于1933年，由沈阳铁路局管辖。

## 車站周邊
- 春阳市场
- 中国移动春阳营业厅
- 中国邮政储蓄银行春阳镇支行

## 歷史
- 建于1933年。

## 外部連結
- 中国铁路客户服务中心 （页面存档备份，存于）